# Montmirey-le-Château
Montmirey-le-Château é uma comuna francesa na região administrativa de Borgonha-Franco-Condado, no departamento de Jura. Estende-se por uma área de 8,02 km². Em 2010 a comuna tinha 201 habitantes (densidade: 25,1 hab./km²).